# Leptognathia brachiata
Leptognathia brachiata är en kräftdjursart som beskrevs av Hansen 1913. Leptognathia brachiata ingår i släktet Leptognathia och familjen Leptognathiidae. Inga underarter finns listade i Catalogue of Life.